# 全開で飛ばせ
『全開で飛ばせ』（フル・スロットルでとばせ）は、大藪春彦が1969年に発表した連作短編小説。スポーツカーを題材としたハードボイルド小説である。
1967年から1968年にかけて月刊誌「宝石」に連載され、1969年に単行本が刊行された。電子書籍化、劇画化も行われている。

## 概要
大藪春彦は1965年に銃器不法所持の容疑で検挙され、向こう3年間、猟銃所持許可取り消しの判決を受けた。本作は取り消し期間中に書かれ、当時モータースポーツに熱中していた大藪は、執筆にあたって自動車が重要なツールとして機能する、同一主人公による一話完結スタイルを採っている。作者は男と車の一見繊細な外面の中に隠されたタフさを描きたかったとし、ストーリーには毎回異なるスポーツカーが登場し、欄外にはスペックや用語解説のコラムが付記された。これは新書版や文庫版でも踏襲され、それぞれ車輛の専門家による（出版履歴を参照）時代に合わせた記述がされている。
作者は、1983年の角川文庫版の序文で、本作が1973年の排気ガス規制施行前に書かれた作品であり、取り上げた車種もすでにクラシック・カーになっているとしながらも、ノスタルジックな名車ゆえに、今なお読まれる価値のある作品ではないかという旨を述べ、1990年の光文社文庫版の序文では、国産車のスペックの向上ぶりについて私見を述べている。なお、本作の電子書籍版には、コラムを含めて光文社文庫版のテキストが使用されている。

### あらすじ
嵯峨幸夫、32歳。作曲家でラリー・ドライバーである彼の裏の姿は国家保安工作員。今回、彼は10台の車を駆って、時にはスマートに、時にはしたたかに、国家を揺るがす数々の陰謀に立ち向かってゆく。
- 第一話　ポルシェ911S ‐ 特殊工作員・嵯峨幸夫、第三京浜で囮となる。
- 第二話　ランチア・フラヴィア・クーペ ‐ 嵯峨幸夫、能登半島249号線の密入国基地撃破。
- 第三話　フェラーリ275GTB ‐ 嵯峨幸夫、調布バイパスでスパイ退治。
- 第四話　アストン・マーティンDB6 ‐ 嵯峨幸夫、千歳弾丸道路で雪中の追跡。
- 第五話　フィアット・アバルト1000 ビアルベロ ‐ 嵯峨幸夫、村山テスト・コースの産業スパイを迎撃。
- 第六話　シェルビー・コブラGT500 ‐ 嵯峨幸夫、横須賀16号線で国外脱出ルート迫撃。
- 第七話　マゼラッティ・クアトロ・ポルテ ‐ 嵯峨幸夫、鳥羽山の武器工場を破壊。
- 第八話　アルファ・ロメオ1750GTV ‐ 嵯峨幸夫、根室の国道38号線で工作資金奪還作戦。
- 第九話　スカイライン2000GTR ‐ 嵯峨幸夫、東名高速の誘拐救出作戦。
- 第十話　ランボルギーニ・ミウラP400 ‐ 嵯峨幸夫、甲州街道で隠し預金を暴く。

## 出版履歴
※特記あるものを除き、タイトルは本項に準ずる。コラムの執筆者名を付記。
- 1967年 -「宝石」に「読切り カー情報小説」のタイトルで同年9月号から1968年6月号まで10回連載。挿絵は前田亜土、コラムは無署名。
- 1969年 - カッパ・ノベルス（コラム：久保正明[2]）
- 1983年 - 角川文庫（同：柏秀樹）
- 1990年 - 光文社文庫（同：久保正明[3]）

## メディア作品
- 劇画『特殊工作員 嵯峨幸夫事件簿』作画：下條よしあき　秋田書店 プレイコミック掲載、1978年